# کلاریتا (اکلاهما)
کلاریتا (به انگلیسی: Clarita) یک منطقهٔ مسکونی در ایالات متحده آمریکا است که در شهرستان کول، اکلاهما واقع شده‌است. کلاریتا ۲۰۶٫۰۵ متر بالاتر از سطح دریا واقع شده‌است.